# Selenia dissecta
Selenia dissecta là một loài thực vật có hoa trong họ Cải. Loài này được Torr. & A. Gray miêu tả khoa học đầu tiên năm 1855.